# مدیاتوو
مدیاتوو (به لاتین: Medyatovo) یک منطقهٔ مسکونی در روسیه است که در باشقیرستان واقع شده‌است.